# Baen Books
Baen Books is een Amerikaanse uitgeverij voor sciencefiction en fantasy. In sciencefiction legt het de nadruk op militaire sciencefiction, space opera en harde sciencefiction. Het bedrijf werd in 1983 opgericht door Jim Baen. Na zijn dood in 2006 werd hij als uitgever opgevolgd door Toni Weisskopf die jaren met hem samengewerkt had.
De uitgeverij heeft een voortrekkersrol gespeeld op het gebied van elektronische publicaties en het gebruik van het world wide web voor het onder de aandacht brengen van boeken.

## Ontstaansgeschiedenis
Baen Books werd in 1983 opgericht volgend uit een overeenkomst tussen sciencefictionuitgever en -redacteur Jim Baen en uitgeverij Simon & Schuster. Deze laatste onderging een reorganisatie en wilde hem inhuren om de sciencefictionlijn van de Pocket Books-divisie te gaan leiden en nieuw leven in te blazen. Jim Baen, met financiële steun van enkele vrienden, deed een tegenbod met een voorstel om een nieuw bedrijf op te starten dat een sciencefictionlijn zou bieden die Simon & Schuster kon verspreiden. 

## Auteurs
Baen Books heeft van veel auteurs boeken uitgegeven, zowel van gevestigde auteurs zoals Robert Heinlein, Jerry Pournelle, Larry Niven, L. Sprague de Camp en Poul Anderson als van door hem ontdekte auteurs, zoals David Drake, David Weber, Eric Flint, Lois McMaster Bujold, Elizabeth Moon en Timothy Zahn. Ook C.J. Cherryh is een vaste auteur.
Bekende series die door Baen Books zijn uitgegeven zijn de Vorkosigan Saga en de Honor Harrington serie. 

## Elektronische publicaties
Baen Books heeft zich onderscheiden door een voortrekkersrol te spelen op het gebied van elektronische publicaties. Al vrij vroeg werd Baen's Bar opgericht, een online gemeenschapsdienst die een forum biedt waar klanten, auteurs en redacteuren kunnen overleggen, in eerste instantie als een BBS. In de vroege jaren 2000 schreef een blogger: "Net als elke andere uitgever heeft Jim Baen een website opgezet. Maar verschillende van zijn schrijvers en fanvrienden hebben hem overtuigd om een chat-dienst op zijn site te plaatsen. Omdat hij geïnteresseerd was, en omdat verschillende van die auteurs (zoals Jerry Pournelle, ooit columnist voor Byte Magazine) goed thuis waren op internet, deed hij dat. De chatdienst groeide uit tot een ongelooflijk levendige gemeenschap genaamd Baen's Bar." 
Vanaf midden 1999 stortte Baen Books zich op elektronisch publiceren en op internet gerichte promoties voor alle publicaties. De elektronische strategie wordt uitvoerig uitgelegd in een reeks "brieven" of "essays" door Eric Flint. Kort gezegd legt deze de nadruk op de distributie van niet-versleutelde digitale versies, dus vrij zijn van digital rights management kopieerbeveiliging. Jim Baen en zijn opvolgers zijn van mening dat DRM een uitgever meer kwaad dan goed doet. Bijgevolg stelt Baen Books ook de volledige catalogus in meerdere formats beschikbaar. De prijzen van elektronische versies liggen doorgaans op hetzelfde niveau of beneden die van paperback-edities. Al met al blijkt dit winstgevend.
De overgrote meerderheid van de boeken die door Baen Books zijn uitgegeven, blijft beschikbaar als e-books, lang nadat de hardcover- of paperback-versies uitverkocht zijn. Dit is vooral belangrijk voor titels die zelden worden herdrukt.
Baen Books heeft op ruime schaal gebruik gemaakt van gratis electronisch promotiemateriaal. Zo worden bijvoorbeeld van nieuwe boeken de eerste hoofdstukken gratis beschikbaar gesteld op de website. Ook is er de zogenaamde Baen Free Library die tientallen wat oudere titels gratis beschikbaar stelt. Met enige regelmaat heeft Baen Books gratis cd-roms ingevoegd in hardcover uitgaven, met daarop veel titels van de vaste auteurs.
Een methode die Baen Books gebruikt voor sommige van zijn nieuwe titels, is het aanbieden van elektronische voorpublicaties (zogenaamde eARCs, electronic Advance Reading Copies) drie tot vijf maanden voorafgaand aan publicatie. Op de markt gebracht als een premium-product voor fans die iets met alle geweld nu (en geen moment later) moeten lezen, kunnen ze verschillen van de uiteindelijke tekst.